# Estado civil
El estado civil es la situación de las personas físicas determinada por sus relaciones de familia, provenientes del matrimonio o del parentesco, que establece ciertos derechos y obligaciones.
Comúnmente, el estado civil se refiere a las diferentes categorías que describen la relación de una persona con su pareja sentimental. Aunque las distinciones del estado civil de una persona pueden ser variables de un país a otro, la enumeración de estados civiles más habitual es soltero, casado, separado, divorciado y viudo.
El término estado civil se utiliza en formularios, registros públicos y otros documentos para preguntar o indicar si una persona está casada o soltera. Un estado de casado significa que la persona contrajo matrimonio de una manera legalmente reconocida por su jurisdicción. El estado civil especificado de una persona también puede ser casado si se encuentra en una unión civil o en un matrimonio de hecho.
Generalmente los gobiernos llevan un registro público con los datos personales básicos de los ciudadanos, entre los que se incluye el estado civil. A este registro se le denomina registro civil.

## Ordenamiento jurídico
El estado civil está integrado por una serie de hechos y actos de tal manera importantes y trascendentales en la vida de las personas que la ley toma en consideración para formar con ellos la historia jurídica de la persona. Históricamente, las preguntas sobre el estado marital han figurado en solicitudes de empleo, préstamos y créditos. También aparecen en cuestionarios para investigaciones cuantitativas, como formularios de censo e instrumentos de investigación de mercado. En la historia médica de una persona, el estado civil se considera de importancia tanto cuantitativa como cualitativa.
Determinados ordenamientos jurídicos pueden hacer distinciones de estado civil diferentes. Por ejemplo, determinadas culturas no reconocen el derecho al divorcio, mientras que otras consideran incluso formas intermedias de finalización del matrimonio (como la separación matrimonial). Del mismo modo, en determinados países se contemplan distintas formas de matrimonio, tales como el matrimonio homosexual o la poligamia, lo que lleva a distintos matices del estado civil.
Si una pareja que cohabita tiene un estado civil de casado depende de las circunstancias y la jurisdicción. Además de aquellos que nunca se han casado, el estado de soltero también se aplica a personas cuya relación con una pareja no está legalmente reconocida.

## Regulación por país

### Chile
En Chile, el estado civil está definido en el artículo 304 del Código Civil, como la calidad de un individuo, en cuanto lo habilita para ejercer ciertos derechos o contraer ciertas obligaciones civiles.
Manuel Somarriva lo define como la situación de un individuo en la sociedad, que deriva principalmente de sus relaciones de familia, y que lo habilita para ejercer derechos y contraer obligaciones civiles.
En Chile hay seis estados civiles:
- Soltero(a)
- Casado(a)
- Conviviente civil
- Separado(a) judicialmente
- Divorciado(a)
- Viudo(a)

### Colombia
“Artículo 42. (...) La ley determinará lo relativo al estado civil de las personas y los consiguientes derechos y deberes.”
CP. 91

“La Constitución ha considerado que corresponde al poder legislativo, como representante en cada momento histórico de la soberanía popular, establecer las regulaciones jurídicas del estado civil que, dadas las específicas situaciones sociales de cada momento, armonicen en mejor forma la tensión que puede existir entre la protección del matrimonio y el derecho de las personas a reclamar su verdadera filiación. Sin embargo, el Legislador no tiene una discrecionalidad absoluta pues debe respetar la Constitución, puesto que ella es norma de normas (CP Art. 4).”
C-109/95

En Colombia hay dos estados civiles:
- Soltero(a)
- Casado(a)

En Colombia, la Unión Marital de Hecho ha sido reconocida recientemente por la Corte Suprema de Justicia como un tercer estado civil.

### España
El estado civil en España se percibe como: situaciones permanentes o relativamente estables que determinan las cualidades de la persona y predeterminan la capacidad de obrar del individuo.
Según los artículos 325 "Los actos concernientes al estado civil de las personas se harán constar en el Registro destinado a este efecto" y 326 "El Registro del estado civil comprenderá las inscripciones o anotaciones de nacimientos, matrimonios, emancipaciones, reconocimientos y legitimaciones, de funciones, naturalizaciones y vecindad y estará a cargo de los jueces municipales u otros funcionarios del orden civil en España y de los agentes consulares o diplomáticos en el extranjero "del Código civil Español deben constar en el Registro civil.
Ejemplos de Estado civil:
- Matrimonio y filiación
  - Soltero/a
  - Casado/a
  - Viudo/a
  - Divorciado/a
- La edad (mayor o menor de edad)
- La incapacitación judicialmente declarada
- La nacionalidad y la vecindad civil

El estado civil determina la capacidad de Obrar del individuo y está limitada por:
- La edad
- La incapacidad

### México
En Estados Unidos Mexicanos hay cinco estados civiles:
- Soltero/a
- Casado/a

### Paraguay
En Paraguay hay cuatro estados civiles:
- Soltero/a
- Casado/a
- Divorciado/a
- Viudo/a

### Uruguay
En Uruguay hay siete estados civiles:
- Soltero
- Casado
- Divorciado
- Viudo
- hijo/a natural
- hijo/a legítimo/a
- padre/madre

1. ↑  La República (18 de abril de 2015). «La unión marital de hecho, un nuevo estado civil».

### Venezuela
En Venezuela hay cuatro estados civiles:
- Soltero/a
- Casado/a
- Divorciado/a
- Viudo/a